# Graphosia dilutior
Graphosia dilutior là một loài bướm đêm thuộc phân họ Arctiinae, họ Erebidae.